# قطعنامه ۹۸۰ شورای امنیت
قطعنامه  ۹۸۰ شورای امنیت سازمان ملل متحد که در تاریخ ۲۲ مارس ۱۹۹۵ تصویب شد، سندی بین‌المللی دربارهٔ دیوان بین‌المللی دادگستری است. این قطعنامه طی نشست ۳۵۱۰ام    تصویب شد.